# Los hombres de nieve
Los hombres de nieve (The Snowmen) es el sexto episodio de la séptima temporada moderna de la serie británica de ciencia ficción Doctor Who. Funcionó a la vez como el tradicional especial anual de Navidad, emitido el 25 de diciembre de 2012, y en él se produjo el debut definitivo de Jenna Coleman como Clara Oswald, aquí interpretando principalmente a la segunda versión del personaje, Clara Oswin Oswald, y apareciendo la versión definitiva del mismo en un cameo al final del episodio. En el episodio regresaron Madame Vastra, Jenny Flint y Strax, interpretados por Neve McIntosh, Catrin Stewart y Dan Starkey, que habían aparecido anteriormente en Un hombre bueno va a la guerra y que permanecerían como personajes recurrentes el resto de la temporada. Además, se estrenó una nueva cabecera y sintonía, y el Undécimo Doctor estrenó un nuevo vestuario y un nuevo diseño del interior de la TARDIS.

## Argumento

### Precuelas
Antes del especial, se publicaron dos minisodios a modo de precuelas. La primera de ellas se emitió durante la teletón Children in Need 2012 y se tituló The Great Detective (El gran detective). En ella, Madame Vastra, Jenny y Strax le describen a un detective en las sombras una serie de extraños fenómenos. El cuarto detective se revela que es el Doctor, y le dice al grupo que se ha retirado.
La segunda precuela, titulada Vastra Investigates (Vastra investiga), se publicó en línea el 17 de diciembre de 2012. Al final de un caso, Vastra y Jenny conversan con un oficial de Scotland Yard y se disculpan por los deseos violentos de Strax de castigar al culpable. Vastra explica el origen alienígena de Strax y el suyo propio, para la sorpresa de él. Le revela que despertó durante una extensión del metro de Londres, y al principio no le gustaban los humanos, pero eso cambió cuando se enamoró de Jenny. En el carruaje de vuelta a casa, Jenny se da cuenta de que está empezando a nevar, pero Vastra señala que eso es imposible porque no hay nubes en el cielo.
Una tercera precuela, titulada The Battle of Demon's Run - Two Days Later (La batalla de la huida del demonio - Dos días después) se publicó en las tiendas de iTunes y Amazon Instant Video de Estados Unidos el 25 de marzo de 2013.. Dos días tras los eventos de Un hombre bueno va a la guerra, Vastra y Jenny convencen a Strax de que no está herido mortalmente y le invitan a acompañarlas al Londres del siglo XIX. La escena se rodó como extra por la anticipación de que los fanes preguntarían cómo resucitó Strax.

### Sinopsis
En Inglaterra en 1842, un joven hace un muñeco de nieve, pero se niega a jugar con los otros niños. El muñeco de nieve empieza a hablar con el niño, repitiendo sus pensamientos de que los otros niños son tontos. Cincuenta años más tarde, el niño ha crecido y se ha convertido en el Dr. Simeon, propietario del Instituto de la Gran Inteligencia. Contrata hombres para recoger muestras de nieve, que introduce dentro de un enorme globo de cristal lleno de nieve en su laboratorio, antes de cumplir su promesa de echar a los hombres de comer... a un grupo de muñecos de nieve animados que los devoran. Mientras tanto, el Undécimo Doctor, todavía de luto por la pérdida de sus anteriores acompañantes Amy Pond y Rory Williams, ha aparcado la TARDIS sobre el Londres victoriano entre las nubes, y usa a sus aliados Vastra, Jenny y Strax para que alejen a la gente de él. Ellos también ocupan el tiempo investigando misterios por toda la ciudad.
En otra parte, Clara investiga una perturbación en el exterior de la taberna en la que trabaja y encuentra al Doctor de paso. Le acusa de hacer un muñeco de nieve, pero el Doctor se da cuenta de que está hecha de una nieve que tiene memoria. Intenta marcharse discretamente, pero Clara le sigue hasta un carruaje. Sin querer volver a involucrarse en nuevos asuntos, le da instrucciones a Strax de que le traiga un gusano de memoria que borrará la última hora de sus recuerdos sólo con tocarlo. Mientras Strax lucha con el gusano, aparecen más muñecos de nieve que les rodean. El Doctor se da cuenta de que los pensamientos de Clara están creando los muñecos y le da instrucciones de que se los imagine derritiéndose, lo que hace, derritiéndose entonces todos los muñecos. Clara le avisa al Doctor de que si le borra la memoria, olvidará cómo enfrentarse a los muñecos de nieve. El Doctor, a regañadientes, la permite irse, y después se marcha por una escalera en el cielo para subir a la TARDIS. Clara le sigue y llama a la puerta, pero se esconde y sale huyendo por la escalera cuando el Doctor responde. A la mañana, siguiente, Clara regresa a su otro trabajo como institutriz de los hijos del capitán Latimer. Sabrá por él que su hija ha estado teniendo horribles pesadillas acerca de la anterior institutriz volviendo de entre los muertos. Clara se da cuenta de que el estanque congelado que contiene el cuerpo de la anterior institutriz es lo único que aún está congelado alrededor de ellos. Intenta encontrar y llamar de nuevo al Doctor, pero en su lugar atrae la atención de Jenny, que la lleva a ver a Vastra. Vastra le dice a Clara que sólo debe utilizar una única palabra para impresionar al Doctor si quiere que le ayude. Clara escoge la palabra "estanque" ("pond"), lo que llama la atención del Doctor.
Siguiendo un consejo de Strax, el Doctor visita el Instituto Gran Inteligencia fingiendo ser Sherlock Holmes y se encuentra cara a cara con el Dr. Simeon y el globo de cristal en su oficina, que contiene nieve psíquica. El Doctor habla con la Gran Inteligencia, la entidad que ha estado hablando con Simeon desde que era un niño, y averigua que ha estado controlando a los muñecos de nieve, y que se ha interesado por el estanque de Latimer. El Doctor visita el estanque y deduce que la Gran Inteligencia está usando el cuerpo de la antigua institutriz como cianotipo de ADN para formar una criatura de hielo que retendrá su forma y no se derretirá. Clara acuesta a los niños y asegura que la vieja institutriz no les hará daño. Les habla del Doctor, pero en ese momento el cuerpo congelado de la antigua institutriz irrumpe en la habitación. El Doctor lucha con ella y la destruye con el destornillador sónico, pero Simeon la resucita con una máquina de nieve que hace caer sobre la casa. Vastra, Jenny y Strax llegan y los muñecos de nieve de Simeon sitian la casa, exigiendo que les entreguen a la vieja institutriz de hielo. El Doctor huye con Clara hasta el tejado de la mansión, siguiéndoles la institutriz, y de allí suben a la TARDIS. Tras sorprenderse porque la TARDIS es "más pequeña por fuera", y preguntar si hay cocina, porque le gusta hacer soufflés, el Doctor le da a Clara la llave, pero entonces aparece la institutriz de hielo y la agarra, arrastrándola hasta caer las dos fuera de la nube al vacío.
El Doctor recoge el cuerpo de Clara en la TARDIS y la lleva de vuelta a la mansión de Latimer, dejándola bajo el cuidado médico de Strax. Recoge los pedazos de hielo de la institutriz los deja en una caja de galletas decorada con el mapa del metro de Londres. Vastra y él viajan al laboratorio de Simeon, donde descubre el plan de la Inteligencia de reemplazar a la humanidad con criaturas de hielo. Simeon le quita la caja y la abre, pero dentro en lugar de los pedazos de hielo está el gusano de memoria, que le muerde. El Doctor dice que la Gran Inteligencia, que sólo existía alimentándose y reflejando los pensamientos de Simeon, se desvanecerá al borrarse los recuerdos de toda la vida de Simeon. Pero sin embargo, la Inteligencia le revela que ha estado existiendo tanto tiempo que ahora tiene el poder de controlar el cuerpo de Simeon, y lo usa para atacar a Vastra y el Doctor. Entonces, de repente, la influencia de la Gran Inteligencia se desvanece, y Simeon cae muerto. En el exterior, ha comenzado una lluvia salada, y el Doctor se da cuenta de que otra habilidad psíquica se ha hecho con el control de la nieve: la familia Latimer, llorando por Clara. Al volver allí, Strax le informa al Doctor de que sólo le quedan unos momentos de vida. Agonizando, Clara le susurra al Doctor "corre, chico listo, y recuerda", tras lo cual, muere.
En el funeral, el Doctor lee el nombre completo de la tumba de Clara, y descubre que su nombre completo es Clara Oswin Oswald, dándose entonces cuenta de que es la misma mujer que conoció en El manicomio de los Daleks y que se convirtió en Dalek y después murió al destruirse el planeta. Además, antes de morir también dijo la frase "corre, chico listo, y recuerda", y recordó también que a las dos les gustaba hacer suflés. El hecho de una mujer que haya muerto dos veces en distintos puntos completamente diferentes en el espacio-tiempo es una imposibilidad ante la que el Doctor reacciona con alegría, corriendo de vuelta a la TARDIS para investigar y tratar de encontrar de nuevo a Clara. Mientras tanto, en el tiempo moderno, una joven similar a Clara en la actualidad pasa por el mismo cementerio, parándose ante la desgastada lápida de Clara.

### Continuidad
El Segundo Doctor se enfrentó a la Gran Inteligencia en los seriales The Abominable Snowmen (1967), ambientado en los años treinta, y The Web of Fear (1968), ambientado en los sesenta. En esas historias, la Gran Inteligencia usa un robot del Yeti como su presencia física. El Doctor en Los hombres de nieve alude a los eventos de The Web of Fear, al presentar a la Gran Inteligencia una caja decorada con el mapa del metro de Londres. La Inteligencia dice "no entiendo esos símbolos", y el Doctor remarca que el metro es "una debilidad estratégica clave en la vida metropolitana", refiriéndose a (y posiblemente provocando) el futuro ataque de la Gran Inteligencia a Londres a través del metro. En este sentido, Los hombres de nieve podría considerarse como una precuela de esos seriales del Segundo Doctor, estableciendo el origen de la Inteligencia y explicando su inclinación por los "hombres de las nieves" y su conocimiento del metro de Londres. La Gran Inteligencia, interpretada por Grant, regresará en Las campanas de Saint John y El nombre del Doctor.

## Producción
El escritor Steven Moffat dijo que quería una calidad "épica" para el especial de Navidad. La historia también mostraría cómo había respondido el Doctor a la pérdida de sus anteriores acompañantes. Moffat dijo: "creo que probablemente ha llegado a un punto en su vida en el que dice, 'La amistad para mí sólo es postponer la pérdida - Quiero estar solo un tiempo'". Moffat comparó al Doctor retirado al principio del episodio con las primeras apariciones del Primer Doctor (William Hartnell) en 1963 y el Noveno Doctor (Christopher Eccleston) en 2005. También atribuyó la idea de un Doctor retirado a un argumento que propuso Douglas Adams en los setenta que fue rechazado en producción en aquel momento.
En el episodio hubo varios cambios de diseño para la serie. Debutó un nuevo decorado del interior de la TARDIS, así como una nueva cabecera y un nuevo arreglo de la sintonía. En la nueva cabecera aparece brevemente la cara del Doctor, recuperando la vieja tradición de la serie clásica de 1966 a 1989 de mostrar la cara del Doctor en la cabecera de cada episodio. Moffat se había dado cuenta de que el diseño de la TARDIS se estaba haciendo "progresivamente cada vez más fantasioso" y parecía más un "lugar mágico" que una máquina. El nuevo interior fue creado por el diseñador de producción de la serie, Michael Pickwood, que dijo que el nuevo interior también se suponía que debía ser "más oscuro y deprimente" y proporcionar un acceso más fácil a la "galería" de la nave cuando se rodara.
El Doctor también lleva un nuevo vestuario, que opta por el color púrpura, y que Smith describió como "un poco mezcla del Doctor y Artful Dodger". Moffat describió el nuevo vestuario como una "progresión", ya que el Doctor estaba en "una fase diferente de su vida ahora" y se sentía más "adulto" y paternal. El diseñador del vestuario fue Howard Burden.

## Emisión y recepción

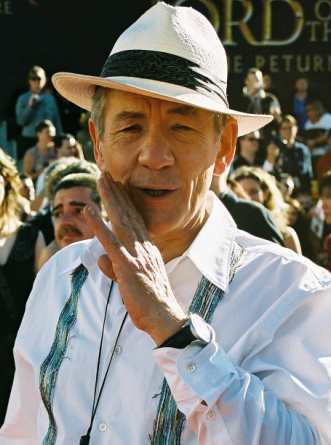
Algunos críticos pensaron que Richard E Grant e Ian McKellen (en la foto) fueron infrautilizados como villanos.

Las mediciones nocturnas de audiencia mostraron que 7,6 millones de espectadores vieron el episodio, siendo el sexto programa más visto de la noche. Las mediciones definitivas fueron de 9,87 millones, subiendo al cuarto programa más visto. La puntuación de apreciación fue de 87.
El episodio recibió en su mayoría críticas positivas. Dan Martin de The Guardian lo llamó "el mejor desde La invasión en Navidad" y el primero en ser "verdaderamente aterrador" con "todo lo que nos gusta" de Doctor Who y la Navidad. Alabó la presentación de Coleman como Clara y el equipo de Vastra, Jenny y Strax. Matt Risley de IGN le dio un 9,4 sobre 10, describiéndolo como "una alegre y remachada masterclass en contar historias" que "refrescantemente" huyó de las tradicionales referencias navideñas "a cambio de algunos diálogos brillantes, diseño de decorados fantástico y caracterización fascinante". Aunque pensó que Grant y McKellen fueron infrautilizados, fue muy positivo hacia la "impredecible" Clara. Patrick Mulkern de Radio Times quedó encantado con el regreso de la Gran Inteligencia, a pesar de una inconsistencia que encontró en la línea temporal, y alabó las "imágenes maravillosas" y la dirección del serial, a pesar de que le pareció que la variación de la sintonía "carecía de la amenaza" del original. Aunque fue positivo hacia Clara, "no le conmovió su muerte", ya que fue "sencillamente tonto" que no tuviera heridas.
Nick Setchfield de SFX le dio al especial 4,5 estrellas sobre 5, escribiendo que "que el poder de la emoción salve el día otra vez" era apropiado a la luz de las festividades y muchos cuentos de hadas referenciados en la historia. Setchfield se mostró positivo hacia la comedia "tremenda" de Strax, Coleman y el "sorprendente infrautilizado" Grant, así como la nueva cabecera y TARDIS. Aunque escribió que la sutil llamada de la Gran Inteligencia fue "mucho más interesante que el habitual manido '¡Volvemos a encontrarnos!'" al final pensó que su amenaza "nunca llega a ser realmente grave". Neela Debnath de The Independent escribió que Los hombres de nieve era más potente que El Doctor, la viuda y el armario del año anterior, al estar conectada a la historia de la temporada, peor "aun así tiene mucho que recorrer si quiere superar a Un cuento de Navidad". A pesar de pensar que fue "divertido", pensó que "la historia parecía truncada y apresurada".
Jon Cooper del Daily Mirror también alabó a Coleman y el nuevo lado del Doctor que se mostró, comparándolo con Rose Tyler enfrentándose al Noveno Doctor. Sin embargo, pensó que la historia se basó en los personajes en detrimento de la trama, que fue "una preparación de Who clásico que al final sufre de una falta de explicación y de más piezas que formen un todo coherente". Pensó que el episodio no sería accesible para espectadores ocasionales, pero ofrecía mucho para los fanes en vistas al 50 aniversario del programa. Dominic Cavendish del Daily Telegraph le dio al episodio 3 estrellas sobre 5, decepcionado de que no fuera tan terrorífico como le habían hecho creer. Aunque fue positivo hacia Smith y la TARDIS en la nube, criticó a Strax y la "complejidad de Sudoku" del guion.
El episodio fue nominado al premio Hugo 2013 a la mejor presentación dramática en forma corta, junto a El manicomio de los Daleks y Los ángeles toman Manhattan.